# Bellame (Mariyanagara), Arkalgud
Bellame (Mariyanagara) là một làng thuộc tehsil Arkalgud, huyện Hassan, bang Karnataka, Ấn Độ.